# Hamburgisches Architekturarchiv

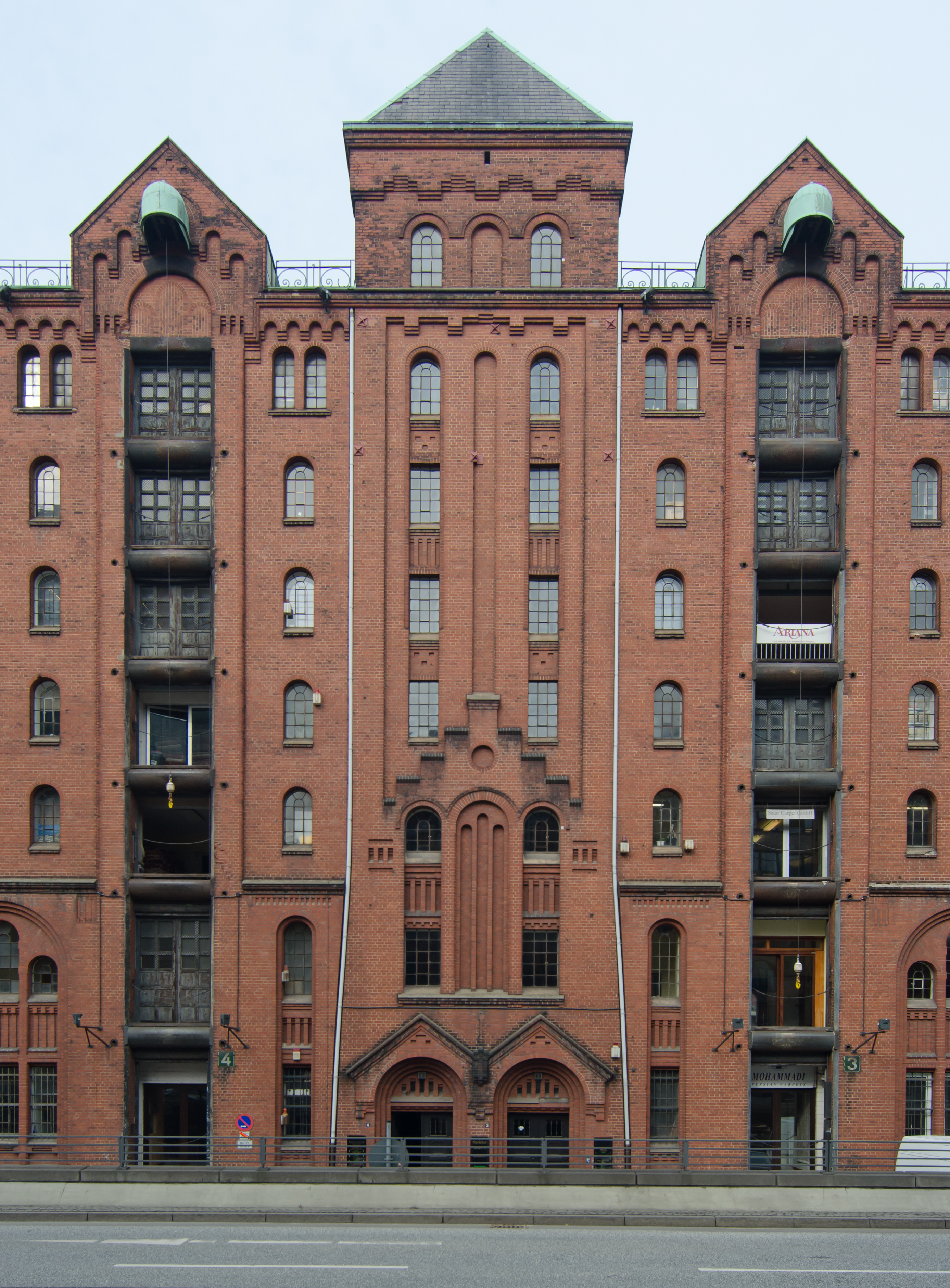
Hamburgisches Architekturarchiv in der Speicherstadt

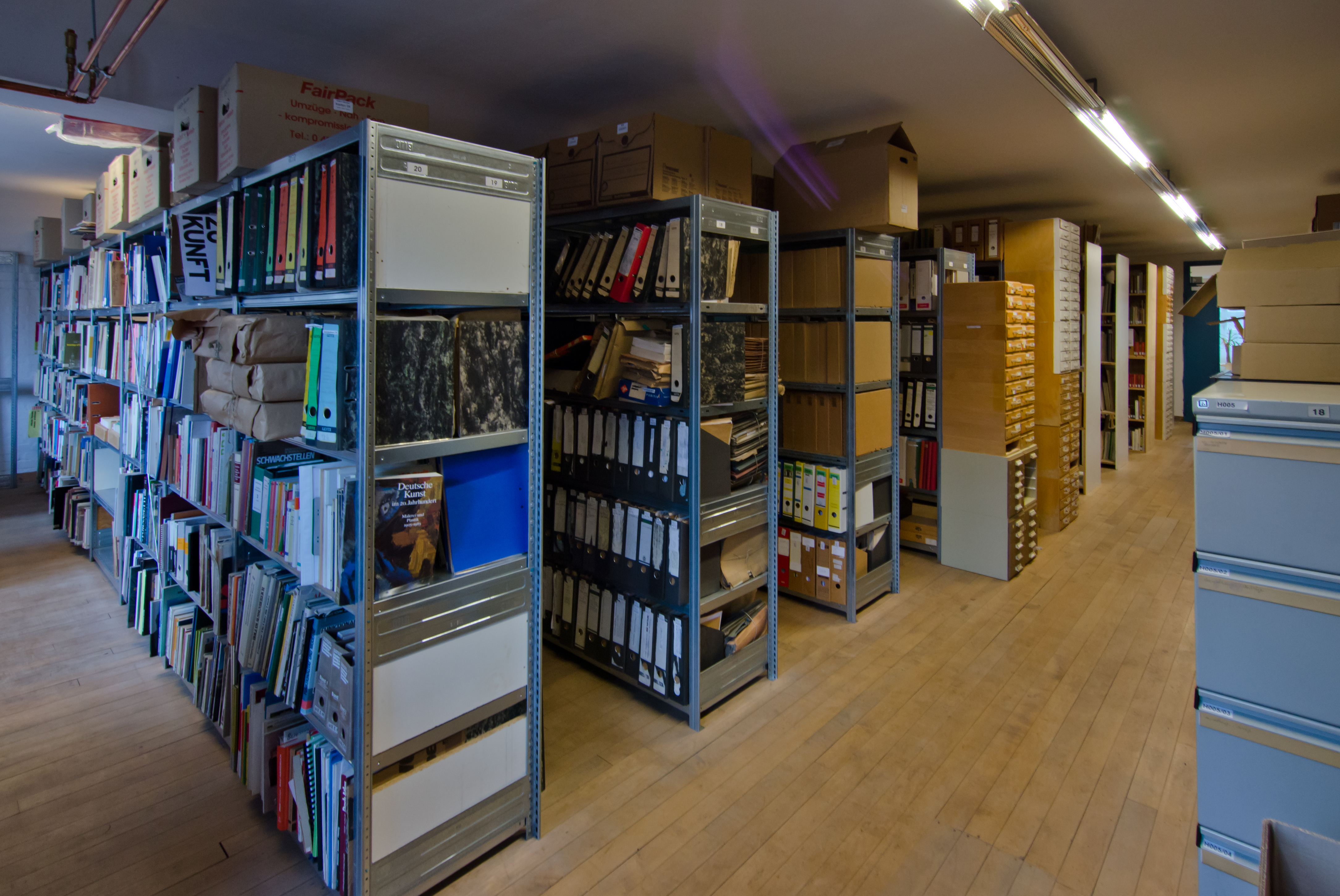
Innenansicht

Das Hamburgische Architekturarchiv ist ein von der Hamburger Architektenkammer eingerichtetes und getragenes Zentrum zur Dokumentation der Baugeschichte Hamburgs. Es befindet sich seit 2007 in einem historischen Speicher der Speicherstadt und ist der Öffentlichkeit zugänglich.

## Entstehung

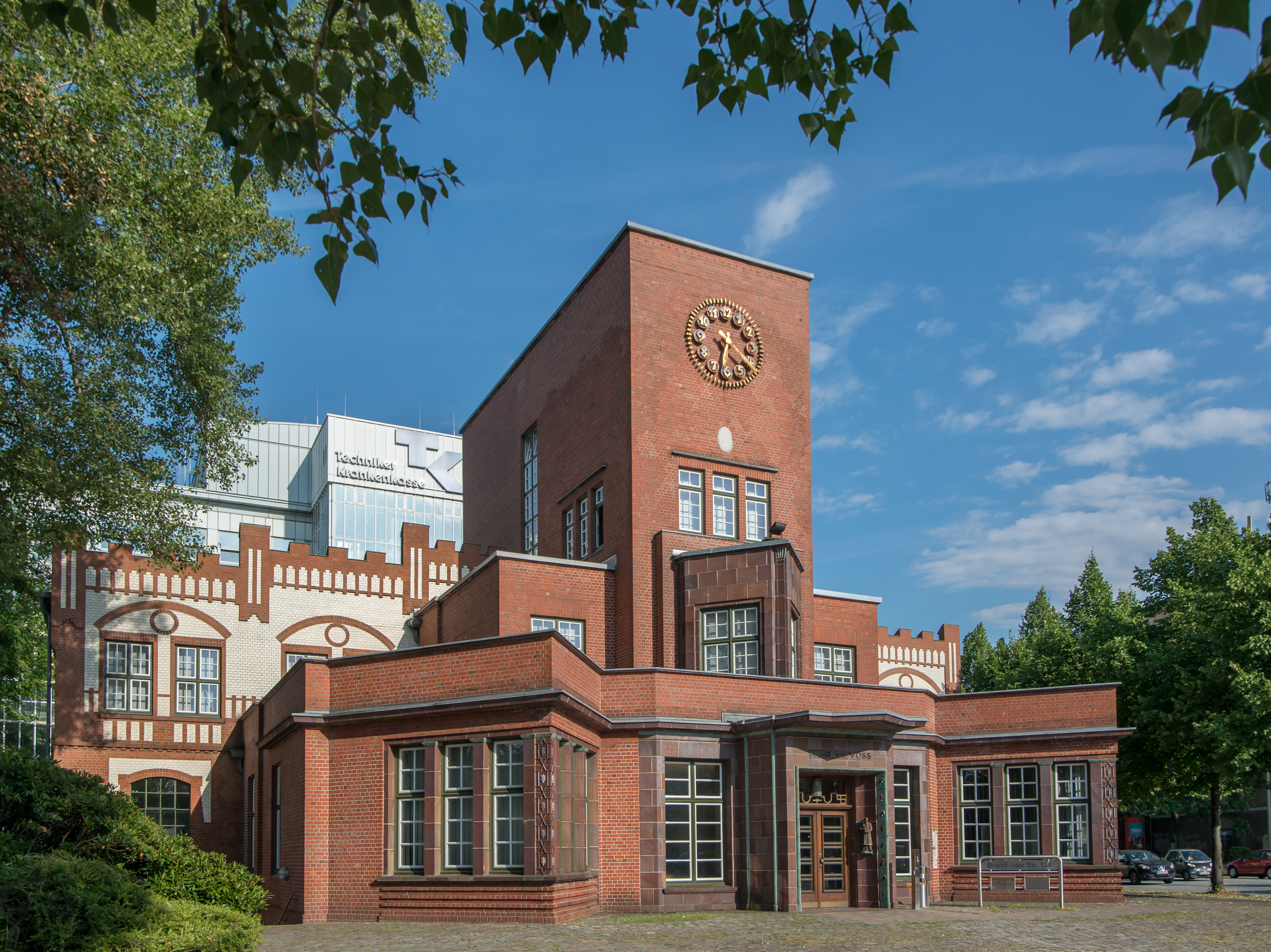
Zwischen 1989 und 2007 Heimat des Archivs, das Eingangsgebäude der Margarinefabrik Voss in Barmbek

Die Errichtung des Hamburgischen Architekturarchivs wurde am 24. Oktober 1984 von der Hamburger Architektenkammer beschlossen, nachdem verschiedene ähnliche Bemühungen öffentlicher Institutionen nicht zum Erfolg geführt hatten. Zunächst war es an der Technischen Universität Hamburg-Harburg angesiedelt, wo es bereits bestehende Archivbestände übernehmen konnte. Sitz des Archivs war ab 1989 das Eingangsgebäude der ehemaligen Margarinefabrik Voss in Barmbek. 2007 zog das Hamburgische Architekturarchiv in das Speichergebäude am Brooktorkai 4 und 5.

## Sammlung
Der Bestand des Hamburgischen Architekturarchivs gründet sich auf Nachlässe und andere überlassene Bestände und umfasst
- Unterlagen Hamburger Architekten und Stadtplaner sowie
- eine Sammlung von Literatur und Fachzeitschriften zu den Themen Architektur und Design.

Einen zentralen Kern der Sammlung umfasst die Dokumentation des Wiederaufbaus Hamburgs nach dem Zweiten Weltkrieg.
Im Hamburgischen Architekturarchiv wird unter anderem das Schaffen folgender Architekten dokumentiert:
- Horst von Bassewitz
- Christian Borngräber
- Hans und Oskar Gerson
- Friedhelm Grundmann
- Bernhard Hopp und Rudolf Jäger
- Werner Kallmorgen
- Joachim Matthaei
- Erich zu Putlitz
- Hans Bernhard Reichow
- Horst Sandtmann
- Ferdinand Streb
- Fritz Trautwein

## Veröffentlichungen
Das Hamburger Architekturarchiv gibt die Schriftenreihe des Hamburgischen Architekturarchivs heraus. Daneben veröffentlicht es auch Schriften zusammen mit anderen Fachinstitutionen wie z. B. dem Architekten- und Ingenieurverein (Hamburg und seine Bauten 1985-2000. München 1999).